# Ann E. Kelley
Pour les articles homonymes, voir Kelley.
Ann Elizabeth Kelley (1954 - 2007) est une neuroscientifique américaine, spécialisée dans la neuroscience de la récompense et du comportement. Elle est professeure à l'université du Wisconsin.

## Biographie
Née à Milton, dans le Massachusetts, elle s'intéresse aux neurosciences lors d'une excursion à Harvard. Elle fait ses études de premier cycle à l'université de Pennsylvanie,, où elle est capitaine des équipes de hockey sur gazon et de crosse,. Elle reçoit ensuite une bourse Thouron qui lui permet de poursuivre un doctorat à l'université de Cambridge, en Angleterre, sous la direction de Susan Iversen. Elle est parmi les 13 premières femmes à être admises au Trinity College en 1976. À Cambridge, elle continue à jouer à la crosse et est membre de l'équipe d'aviron. Elle poursuit ses travaux à la Harvard Medical School avec Walle Nauta, puis occupe des postes de recherche et d'enseignement à l'université de Bordeaux en France, à l'université Harvard et à l'université du Nord-Est, avant de s'installer à l'université du Wisconsin, où elle est nommée Wisconsin Distinguished Neuroscience Professor en 2006. À l'université du Wisconsin, elle est également directrice du programme de formation en neurosciences. En 2006, la Society for Neuroscience lui décerne le Mika Salpeter Lifetime Achievement Award,. Elle décède d'un cancer du côlon métastatique le 5 août 2007 à son domicile de Madison, dans le Wisconsin, à l'âge de 53 ans.
Ann Kelley est une athlète accomplie, étant une joueuse pionnière de l'équipe féminine de crosse et de l'équipe de hockey sur gazon de l'université de Pennsylvanie. Elle crée un huit d'aviron à Cambridge et est la vedette de l'équipe. Elle participe aux May Bumps dans un quatre féminin. Elle était également une skieuse passionnée.
Ann Kelley est la mère de trois enfants.

## Recherche
Les recherches d'Ann Kelley portent sur la neuroscience de la récompense et du comportement. Elle est une experte de premier plan dans la technique de microperfusion intracérébrale.
Au cours de son doctorat et des années suivantes, elle étudie les systèmes mésocorticostriataux et le rôle des opioïdes dans les interactions entre le striatum et les circuits de régulation hypothalamiques dans le contrôle du comportement,,. À la suite de ces études, elle se concentre sur le comportement alimentaire. Elle découvre que le comportement alimentaire est médié par les µ-opioïdes, mais que ce mécanisme dépend de la palatabilité de la nourriture.
Elle réalise ensuite des études pour déterminer quelle partie du striatum est responsable de ce mécanisme. En collaboration avec Zhang Min, elle réalise une étude de micro-infusion qui montre que les zones ventrales et latérales du striatum, notamment l'enveloppe et le noyau du noyau accumbens, sont les plus sensibles aux injections d'opioïdes provoquant des changements comportementaux,.
Avec Ned Kalin, Ann Kelley démontre le rôle de l'amygdale dans le lien entre les représentations sensorielles et leur valeur motivationnelle,. Après avoir pratiqué une lésion de l'amygdale chez des singes rhésus, ils constatent que les singes n'apprennent plus les réactions de peur appropriées à des stimuli, comme un prédateur,.
Pendant son séjour chez Walle Nauta, elle réalise également des études de traçage antérograde et rétrograde pour étudier les projections neuronales de l'amygdale vers le striatum,. Elles montrent que ces projections sont beaucoup plus étendues qu'on ne le pensait auparavant et que l'amygdale innerve de grandes parties du striatum caudal,. Comme l'amygdale est impliquée dans la motivation, elles émettent l'hypothèse que le striatum pourrait en fait être également médié en grande partie par la motivation,.
Kelly montre en outre que la nourriture peut agir comme une substance addictive,,. Elle constate que la consommation d'aliments salés et sucrés est influencée par l'injection d'un antagoniste µ-opioïde dans le noyau accumbens de la même manière que la consommation d'alcool, mais pas celle d'eau,.

## Héritage
Deux ans après sa mort, Ann Kelley reçoit à titre posthume le prix Patricia Goldman-Rakic Hall of Honor de la Society for Neuroscience. L'université du Wisconsin-Madison crée en son honneur la bourse Ann E. Kelley en sciences du comportement. L'alma mater de Kelley, l'université de Pennsylvanie, crée la bourse commémorative Ann E. Kelley en 2007. En 2013, la revue Neuroscience & Biobehavioral Reviews lui a consacré un volume.